# Leif Åkesson
Leif Olof Åkesson, född 30 augusti 1955, är en svensk körledare och sångare, verksam främst i Skellefteå och Umeå.
Åkesson har varit medlem i flera vokalgrupper, bland annat Oktetten Moritz, Octavox och Dé Våras, som han var med och grundade. Han har även varit sångare i Orphei Drängar (OD) under ledning av Eric Ericson.
Under åren 1988 till 2025 var han dirigent för Skellefteå kammarkör.
Åkesson har också varit konstnärlig ledare för Kammarkören Sångkraft i Umeå, en kör som han ledde under åren 1990–2025.

## Priser och utmärkelser
- 2012 - Kulturstipendiat, Skellefteå kommun[6]
- 2013 - Rosenborg Gehrmans och Föreningen Sveriges Körledares gemensamma stipendium Årets körledare.[7]

## Diskografi
- De' Våras[8]  sångare (1976)
- De' Våras – Våga Leva  sångare (1981)[9]
- Octavox producent (1990) [10]
- Sakralt Kammarkören Sångkraft  dirigent (2000)[11]
- Audete Gaudete -[12] Julmusik med Kammarkören Sångkraft  dirigent ( 2001)
- Kammarkören Sångkraft – Mare Balticum[13]  dirigent (2006)

## Verk
Härlig är jorden arrangemang för SATB